# Ministerio de Defensa (Francia)
El Ministerio de Defensa de Francia (en francés: Ministère de la Défense) fue el ministerio del gobierno de Francia responsable de sus Fuerzas Armadas. En 2017, con la llegada al poder de Emmanuel Macron cambió su nombre por Ministerio de las Fuerzas Armadas (en francés: Ministère des Armées).
El Secretario de Estado de Guerra fue una de las cuatro especialidades de los secretarios de estado de Francia, establecidas en 1589. Este Secretario era el responsable del Ejército. En 1791, el Secretario de Estado para la Guerra se convirtió en Ministro de Guerra. Junto con otras posiciones ministeriales, fue suprimido en 1794, y restaurado el próximo año bajo el Directorio. En los años 30, el cargo era llamado frecuentemente Ministro de Guerra y de Defensa Nacional. Después de la Segunda Guerra Mundial, el Ministerio de Guerra se fusionó con el Ministerio de Marina, convirtiéndose en el Ministerio de Defensa Nacional (a partir de 1974, solamente Ministerio de Defensa), dirigiendo la totalidad de las fuerzas armadas.

## Secretarios de Estado de Guerra: 1643-1791
| Secretario                                                             | Inicio                   | Término                  |
| ---------------------------------------------------------------------- | ------------------------ | ------------------------ |
| Michel le Tellier                                                      | 1643                     | 1666                     |
| François Michel le Tellier, marques de Louvois                         | 1666                     | 16 de julio de 1691      |
| Louis-François le Tellier de Louvois, marques de Barbezieux            | 16 de julio de 1691      | 5 de enero de 1701       |
| Michel de Chamillart                                                   | 5 de enero de 1701       | 9 de junio de 1709       |
| Daniel Voysin de la Noiraye                                            | 9 de junio de 1709       | 14 de septiembre de 1715 |
| Louis Hector, duque de Villars                                         | 1 de octubre de 1715     | 24 de septiembre de 1718 |
| Claude le Blanc                                                        | 24 de septiembre de 1718 | 1 de julio de 1723       |
| François Victor le Tonnelier de Breteuil                               | 1 de julio de 1723       | 19 de junio de 1726      |
| Claude le Blanc                                                        | 19 de junio de 1726      | 1728                     |
| Nicolas Prosper Bauyn d'Angervilliers                                  | julio de 1728            | febrero de 1740          |
| François Victor le Tonnelier de Breteuil                               | febrero de 1740          | 7 de enero de 1743       |
| Marc Pierre de Voyer de Paulmy, conde d'Argenson                       | 7 de enero de 1743       | 1 de febrero de 1757     |
| Antoine René de Voyer, marques de Paulmy                               | 1 de febrero de 1757     | 3 de marzo de 1758       |
| Charles Louis de agostoe Fouquet de Belle-Isle                         | 3 de marzo de 1758       | 27 de enero de 1761      |
| Étienne François, duque de Choiseul                                    | 27 de enero de 1761      | 24 de diciembre de 1770  |
| Louis François, marques de Monteynard                                  | 26 de enero de 1771      | 27 de enero de 1774      |
| Emmanuel Armand de Vignerot du Plessis de Richelieu, duque d'Aiguillon | 27 de enero de 1774      | 2 de junio de 1774       |
| Louis Nicolas Victor de Félix d'Ollières, condedu Muy                  | 5 de junio de 1774       | 10 de octubre de 1775    |
| Claude Louis, conde de Saint-Germain                                   | 27 de octubre de 1775    | 27 de septiembre de 1777 |
| Alexandre Marie Léonor de Saint-Mauris de Montbarrey                   | 27 de septiembre de 1777 | 19 de diciembre de 1780  |
| Philippe Henri, marques de Ségur                                       | 23 de diciembre de 1780  | 29 de agosto de 1787     |
| Louis Charles-Auguste le Tonnelier, baron de Breteuil                  | 29 de agosto de 1787     | 23 de septiembre de 1787 |
| Athanase Louis Marie de Loménie, conde de Brienne                      | 23 de septiembre de 1787 | 30 de noviembre de 1788  |
| Louis Pierre de Chastenet, conde de Puységur                           | 30 de noviembre de 1788  | 13 de julio de 1789      |
| Victor François, duque de Broglie                                      | 13 de julio de 1789      | 16 de julio de 1789      |
| Jean-Frédéric de la Tour du Pin-Gouvernet                              | 4 de agosto de 1789      | 16 de noviembre de 1790  |
| Louis le Bègue du Presle Duportail                                     | 16 de noviembre de 1790  | 7 de diciembre de 1791   |

## Ministros de Guerra, 1791-1940
| Ministro                                                  | Inicio                   | Término                  |
| --------------------------------------------------------- | ------------------------ | ------------------------ |
| Louis, conde de Narbonne-Lara                             | 7 de diciembre de 1791   | 9 de marzo de 1792       |
| Pierre Marie de Grave                                     | 9 de marzo de 1792       | 9 de mayo de 1792        |
| Joseph Marie Servan de Gerbey                             | 9 de mayo de 1792        | 13 de junio de 1792      |
| Charles François Dumouriez                                | 13 de junio de 1792      | 18 de junio de 1792      |
| Pierre de agosto Lajard                                   | 18 de junio de 1792      | 23 de julio de 1792      |
| Charles Franqueville d'Abancourt                          | 23 de julio de 1792      | 10 de agosto de 1792     |
| Joseph Marie Servan de Gerbey                             | 10 de agosto de 1792     | 3 de octubre de 1792     |
| Pierre Henri Hélène Marie Lebrun-Tondu                    | 3 de octubre de 1792     | 18 de octubre de 1792    |
| Jean-Nicolas Pache                                        | 18 de octubre de 1792    | 4 de febrero de 1793     |
| Pierre Riel de Beurnonville                               | 4 de febrero de 1793     | 1 de abril de 1793       |
| Pierre Henri Hélène Marie Lebrun-Tondu                    | 1 de abril de 1793       | 4 de abril de 1793       |
| Jean Baptiste Noël Bouchotte                              | 4 de abril de 1793       | 20 de abril de 1794      |
| ninguno                                                   | 20 de abril de 1794      | 3 de noviembre de 1795   |
| Jean-Baptiste Aubert-Dubayet                              | 3 de noviembre de 1795   | 8 de febrero de 1796     |
| Claude Louis Petiet                                       | 8 de febrero de 1796     | 15 de julio de 1797      |
| Lazare Hoche                                              | 15 de julio de 1797      | 22 de julio de 1797      |
| Barthélemy Louis Joseph Scherer                           | 22 de julio de 1797      | 21 de febrero de 1799    |
| Louis Marie de Milet de Mureau                            | 21 de febrero de 1799    | 2 de julio de 1799       |
| Jean-Baptiste Bernadotte                                  | 2 de julio de 1799       | 14 de septiembre de 1799 |
| Edmond Louis Alexis Dubois-Crancé                         | 14 de septiembre de 1799 | 10 de noviembre de 1799  |
| Louis-Alexandre Berthier                                  | 11 de noviembre de 1799  | 2 de abril de 1800       |
| Lazare Carnot                                             | 2 de abril de 1800       | 8 de octubre de 1800     |
| Louis-Alexandre Berthier, prince de Neuchâtel             | 8 de octubre de 1800     | 19 de agosto de 1807     |
| Henry Clarke, duque de Feltre                             | 19 de agosto de 1807     | 1 de abril de 1814       |
| Pierre-Antoine, condeDupont de l'Étang                    | 3 de abril de 1814       | 3 de diciembre de 1814   |
| Nicolas Jean de Dieu Soult, duque de Dalmatie             | 3 de diciembre de 1814   | 11 de marzo de 1815      |
| Henry Clarke, duque de Feltre                             | 11 de marzo de 1815      | 20 de marzo de 1815      |
| Louis Nicolas Davout, duque d'Auerstadt                   | 20 de marzo de 1815      | 7 de julio de 1815       |
| Laurent, conde de Gouvion de Saint-Cyr                    | 7 de julio de 1815       | 26 de septiembre de 1815 |
| Henry Clarke, duque de Feltre                             | 26 de septiembre de 1815 | 12 de septiembre de 1817 |
| Laurent, marques de Gouvion de Saint-Cyr                  | 12 de septiembre de 1817 | 19 de noviembre de 1819  |
| Marie Victor Nicolas de Fay, marquis de La Tour-Maubourg  | 19 de noviembre de 1819  | 14 de diciembre de 1821  |
| Claude Victor, duque de Bellune                           | 14 de diciembre de 1821  | 23 de marzo de 1823      |
| Alexandre, vicondeDigeon                                  | 23 de marzo de 1823      | 15 de abril de 1823      |
| Claude Victor, duque de Bellune                           | 15 de abril de 1823      | 19 de octubre de 1823    |
| Ange Hyacinthe Maxence, baron de Damas                    | 19 de octubre de 1823    | 4 de agosto de 1824      |
| Aimé, duque de Clermont-Tonnerre                          | 4 de agosto de 1824      | 4 de enero de 1828       |
| Louis Victor de Blacquetot de Caux                        | 4 de enero de 1828       | 8 de agosto de 1829      |
| Louis-Auguste-Victor, Count de Ghaisnes de Bourmont       | 8 de agosto de 1829      | 31 de julio de 1830      |
| Étienne Maurice, condeGérard                              | 31 de julio de 1830      | 17 de noviembre de 1830  |
| Nicolas Jean de Dieu Soult, duque de Dalmatie             | 17 de noviembre de 1830  | 18 de julio de 1834      |
| Étienne Maurice, condeGérard                              | 18 de julio de 1834      | 10 de noviembre de 1834  |
| Simon Bernard                                             | 10 de noviembre de 1834  | 18 de noviembre de 1834  |
| Édouard Adolphe Casimir Joseph Mortier, duque de Trévise  | 18 de noviembre de 1834  | 12 de marzo de 1835      |
| Henri Gauthier, conde de Rigny                            | 12 de marzo de 1835      | 30 de abril de 1835      |
| Nicolas Joseph, marques Maison                            | 30 de abril de 1835      | 6 de septiembre de 1836  |
| Simon Bernard                                             | 6 de septiembre de 1836  | 31 de marzo de 1839      |
| Amédée Louis Despans-Cubières                             | 31 de marzo de 1839      | 12 de mayo de 1839       |
| Antoine Virgile Schneider                                 | 12 de mayo de 1839       | 1 de marzo de 1840       |
| Amédée Louis Despans-Cubières                             | 1 de marzo de 1840       | 29 de octubre de 1840    |
| Nicolas Jean de Dieu Soult, duque de Dalmatie             | 29 de octubre de 1840    | 10 de noviembre de 1845  |
| Alexandre Pierre Chevalier Moline de Saint-Yon            | 10 de noviembre de 1845  | 9 de mayo de 1847        |
| Camille Alphonse Trézel                                   | 9 de mayo de 1847        | 24 de febrero de 1848    |
| Marie Alphonse Bedeau                                     | 24 de febrero de 1848    | 25 de febrero de 1848    |
| Jacques Gervais, baron Subervie                           | 25 de febrero de 1848    | 20 de marzo de 1848      |
| Louis Eugène Cavaignac                                    | 20 de marzo de 1848      | 5 de abril de 1848       |
| François Arago                                            | 5 de abril de 1848       | 11 de mayo de 1848       |
| Jean-Baptiste Adolphe Charras                             | 11 de mayo de 1848       | 17 de mayo de 1848       |
| Louis Eugène Cavaignac                                    | 17 de mayo de 1848       | 28 de junio de 1848      |
| Louis Juchault de Lamoricière                             | 28 de junio de 1848      | 20 de diciembre de 1848  |
| Joseph Marcelin Rulhières                                 | 20 de diciembre de 1848  | 31 de octubre de 1849    |
| Alphonse Henri, conded'Hautpoul                           | 31 de octubre de 1849    | 22 de octubre de 1850    |
| Jean-Paul, conde de Schramm                               | 22 de octubre de 1850    | 9 de enero de 1851       |
| Auguste Étienne, conde Régnault de Saint-Jean d'Angély    | 9 de enero de 1851       | 24 de enero de 1851      |
| Jacques Louis César Alexandre, conde de Randon            | 24 de enero de 1851      | 26 de octubre de 1851    |
| Jacques Leroy de Saint Arnaud                             | 26 de octubre de 1851    | 11 de marzo de 1854      |
| Jean-Baptiste Philibert Vaillant                          | 11 de marzo de 1854      | 5 de mayo de 1859        |
| Jacques Louis César Alexandre, conde de Randon            | 5 de mayo de 1859        | 20 de enero de 1867      |
| Adolphe Niel                                              | 20 de enero de 1867      | 13 de agosto de 1869     |
| Charles Rigault de Genouilly                              | 13 de agosto de 1869     | 21 de agosto de 1869     |
| Edmond Leboeuf                                            | 21 de agosto de 1869     | 20 de julio de 1870      |
| Pierre Charles Dejean                                     | 20 de julio de 1870      | 10 de agosto de 1870     |
| Charles Guillaume Cousin-Montauban, duque de Palikao      | 10 de agosto de 1870     | 4 de septiembre de 1870  |
| Adolphe Charles Le Flô                                    | 4 de septiembre de 1870  | 5 de junio de 1871       |
| Ernest Courtot de Cissey                                  | 5 de junio de 1871       | 25 de mayo de 1873       |
| François Claude du Barail                                 | 29 de mayo de 1873       | 22 de mayo de 1874       |
| Ernest Courtot de Cissey                                  | 22 de mayo de 1874       | 15 de agosto de 1876     |
| Jean de agostoe Berthaud                                  | 15 de agosto de 1876     | 23 de noviembre de 1877  |
| Gaétan de Grimaudet de Rochebouët                         | 23 de noviembre de 1877  | 13 de diciembre de 1877  |
| Jean-Louis Borel                                          | 13 de diciembre de 1877  | 16 de mayo de 1878       |
| Henri François Xavier Gresley                             | 16 de mayo de 1878       | 28 de diciembre de 1879  |
| Jean Joseph Frédéric Adolphe Farre                        | 28 de diciembre de 1879  | 14 de noviembre de 1881  |
| Jean-Baptiste Campenon                                    | 14 de noviembre de 1881  | 26 de enero de 1882      |
| Jean-Baptiste Billot                                      | 30 de enero de 1882      | 29 de enero de 1883      |
| Jean Thibaudin                                            | 31 de enero de 1883      | 9 de octubre de 1883     |
| Jean-Baptiste Campenon                                    | 9 de octubre de 1883     | 3 de enero de 1885       |
| Jules Louis Lewal                                         | 3 de enero de 1885       | 6 de abril de 1885       |
| Jean-Baptiste Campenon                                    | 6 de abril de 1885       | 7 de enero de 1886       |
| Georges Boulanger                                         | 7 de enero de 1886       | 30 de mayo de 1887       |
| Théophile Adrien Ferron                                   | 30 de mayo de 1887       | 12 de diciembre de 1887  |
| François de agostoe Logerot                               | 12 de diciembre de 1887  | 3 de abril de 1888       |
| Charles de Freycinet                                      | 3 de abril de 1888       | 11 de enero de 1893      |
| Julien Léon Loizillon                                     | 11 de enero de 1893      | 3 de diciembre de 1893   |
| Auguste Mercier                                           | 3 de diciembre de 1893   | 24 de enero de 1895      |
| Émile Zurlinder                                           | 28 de enero de 1895      | 1 de noviembre de 1895   |
| Godefroy Cavaignac                                        | 1 de noviembre de 1895   | 29 de abril de 1896      |
| Jean-Baptiste Billot                                      | 29 de abril de 1896      | 28 de junio de 1898      |
| Godefroy Cavaignac                                        | 28 de junio de 1898      | 5 de septiembre de 1898  |
| Émile Zurlinden                                           | 5 de septiembre de 1898  | 17 de septiembre de 1898 |
| Charles Chanoine                                          | 17 de septiembre de 1898 | 25 de octubre de 1898    |
| Édouard Locroy                                            | 25 de octubre de 1898    | 1 de noviembre de 1898   |
| Charles de Freycinet                                      | 1 de noviembre de 1898   | 6 de mayo de 1899        |
| Camille Krantz                                            | 6 de mayo de 1899        | 22 de junio de 1899      |
| Gaston, marques de Gallifet                               | 22 de junio de 1899      | 20 de mayo de 1900       |
| Louis André                                               | 20 de mayo de 1900       | 14 de noviembre de 1904  |
| Maurice Berteaux                                          | 14 de noviembre de 1904  | 12 de noviembre de 1905  |
| Eugène Étienne                                            | 12 de noviembre de 1905  | 25 de octubre de 1906    |
| Georges Picquart                                          | 25 de octubre de 1906    | 24 de julio de 1909      |
| Jean Brun                                                 | 24 de julio de 1909      | 23 de febrero de 1911    |
| Aristide Briand                                           | 23 de febrero de 1911    | 2 de marzo de 1911       |
| Maurice Berteaux                                          | 2 de marzo de 1911       | 21 de mayo de 1911       |
| François Louis de agostoe Goiran                          | 27 de mayo de 1911       | 27 de junio de 1911      |
| Adolphe Messimy                                           | 27 de junio de 1911      | 14 de enero de 1912      |
| Alexandre Millerand                                       | 14 de enero de 1912      | 12 de enero de 1913      |
| Albert Lebrun                                             | 12 de enero de 1913      | 21 de enero de 1913      |
| Eugène Étienne                                            | 21 de enero de 1913      | 9 de diciembre de 1913   |
| Joseph Noullens                                           | 9 de diciembre de 1913   | 9 de junio de 1914       |
| Théophile Delcassé                                        | 9 de junio de 1914       | 13 de junio de 1914      |
| Adolphe Messimy                                           | 13 de junio de 1914      | 26 de agosto de 1914     |
| Alexandre Millerand                                       | 26 de agosto de 1914     | 29 de octubre de 1915    |
| Joseph Galliéni                                           | 29 de octubre de 1915    | 16 de marzo de 1916      |
| Pierre de agostoe Roques                                  | 16 de marzo de 1916      | 12 de diciembre de 1916  |
| Hubert Lyautey                                            | 12 de diciembre de 1916  | 14 de marzo de 1917      |
| Lucien Lacaze                                             | 14 de marzo de 1917      | 20 de marzo de 1917      |
| Paul Painlevé                                             | 20 de marzo de 1917      | 16 de noviembre de 1917  |
| Georges Clemenceau                                        | 16 de noviembre de 1917  | 20 de enero de 1920      |
| André Lefèvre                                             | 20 de enero de 1920      | 16 de diciembre de 1920  |
| Flaminius Raiberti                                        | 16 de diciembre de 1920  | 16 de enero de 1921      |
| Louis Barthou                                             | 16 de enero de 1921      | 15 de enero de 1922      |
| André Maginot                                             | 15 de enero de 1922      | 14 de junio de 1924      |
| Charles Nollet                                            | 14 de junio de 1924      | 17 de abril de 1925      |
| Paul Painlevé                                             | 17 de abril de 1925      | 29 de octubre de 1925    |
| Édouard Daladier                                          | 29 de octubre de 1925    | 28 de noviembre de 1925  |
| Paul Painlevé                                             | 28 de noviembre de 1925  | 23 de junio de 1926      |
| Louis Guillaumat                                          | 23 de junio de 1926      | 19 de julio de 1926      |
| Paul Painlevé                                             | 19 de julio de 1926      | 3 de noviembre de 1929   |
| André Maginot                                             | 3 de noviembre de 1929   | 21 de febrero de 1930    |
| René Besnard                                              | 21 de febrero de 1930    | 2 de marzo de 1930       |
| André Maginot                                             | 2 de marzo de 1930       | 13 de diciembre de 1930  |
| Louis Barthou                                             | 13 de diciembre de 1930  | 27 de enero de 1931      |
| André Maginot                                             | 27 de enero de 1931      | 6 de enero de 1932       |
| André Tardieu                                             | 14 de enero de 1932      | 20 de febrero de 1932    |
| François Piétri                                           | 20 de febrero de 1932    | 3 de junio de 1932       |
| Joseph Paul-Boncour                                       | 3 de junio de 1932       | 18 de diciembre de 1932  |
| Édouard Daladier                                          | 18 de diciembre de 1932  | 30 de enero de 1934      |
| Jean Fabry                                                | 30 de enero de 1934      | 4 de febrero de 1934     |
| Joseph Paul-Boncour                                       | 4 de febrero de 1934     | 9 de febrero de 1934     |
| Philippe Pétain                                           | 9 de febrero de 1934     | 8 de noviembre de 1934   |
| Louis Maurin                                              | 8 de noviembre de 1934   | 7 de junio de 1935       |
| Jean Fabry                                                | 7 de junio de 1935       | 24 de enero de 1936      |
| Louis Maurin                                              | 24 de enero de 1936      | 4 de junio de 1936       |
| Édouard Daladier                                          | 4 de junio de 1936       | 18 de mayo de 1940       |
| Paul Reynaud                                              | 18 de mayo de 1940       | 16 de junio de 1940      |
| Maxime Weygand (Defensa Nacional) y Louis Colson (Guerra) | 16 de junio de 1940      | 6 de septiembre de 1940  |
| Charles Huntziger                                         | 6 de septiembre de 1940  | 11 de agosto de 1941     |
| François Darlan                                           | 11 de agosto de 1941     | 18 de abril de 1942      |
| Eugène Bridoux                                            | 18 de abril de 1942      | 20 de agosto de 1944     |

## Comisionados de Guerra de la Francia Libre: 1941-1944
| Comisionado        | Inicio                   | Término                  |
| ------------------ | ------------------------ | ------------------------ |
| Paul Legentilhomme | 24 de septiembre de 1941 | 9 de noviembre de 1943   |
| André Le Troquet   | 9 de noviembre de 1943   | 4 de abril de 1944       |
| André Diethelm     | 4 de abril de 1944       | 10 de septiembre de 1944 |

## Ministros de Defensa Nacional: 1944-1974
| Ministro                                                                           | Inicio                   | Término                  |
| ---------------------------------------------------------------------------------- | ------------------------ | ------------------------ |
| André Diethelm                                                                     | 10 de septiembre de 1944 | 21 de noviembre de 1945  |
| Edmond Michelet                                                                    | 21 de noviembre de 1945  | 24 de junio de 1946      |
| Félix Gouin                                                                        | 24 de junio de 1946      | 16 de diciembre de 1946  |
| André Le Troquer                                                                   | 16 de diciembre de 1946  | 22 de enero de 1947      |
| François Billoux                                                                   | 22 de enero de 1947      | 4 de mayo de 1947        |
| Yvon Delbos                                                                        | 4 de mayo de 1947        | 22 de octubre de 1947    |
| Pierre-Henri Teitgen                                                               | 22 de octubre de 1947    | 26 de julio de 1948      |
| René de mayoer                                                                     | 26 de julio de 1948      | 11 de septiembre de 1948 |
| Paul Ramadier                                                                      | 11 de septiembre de 1948 | 28 de octubre de 1949    |
| René Pleven                                                                        | 29 de octubre de 1949    | 12 de julio de 1950      |
| Jules Moch                                                                         | 12 de julio de 1950      | 11 de agosto de 1951     |
| Georges Bidault                                                                    | 11 de agosto de 1951     | 8 de marzo de 1952       |
| René Pleven                                                                        | 8 de marzo de 1952       | 19 de junio de 1954      |
| Marie Pierre Koenig                                                                | 19 de junio de 1954      | 14 de agosto de 1954     |
| Emmanuel Temple                                                                    | 14 de agosto de 1954     | 20 de enero de 1955      |
| Jacques Chevallier (Defensa Nacional) y Maurice Bourgès-Maunoury (Fuerzas Armadas) | 20 de enero de 1955      | 23 de febrero de 1955    |
| Marie Pierre Koenig                                                                | 23 de febrero de 1955    | 6 de octubre de 1955     |
| Pierre Billotte                                                                    | 6 de octubre de 1955     | 1 de febrero de 1956     |
| Maurice Bourgès-Maunoury                                                           | 1 de febrero de 1956     | 13 de junio de 1957      |
| André Morice                                                                       | 13 de junio de 1957      | 6 de noviembre de 1957   |
| Jacques Chaban-Delmas                                                              | 6 de noviembre de 1957   | 14 de mayo de 1958       |
| Pierre de Chevigné                                                                 | 14 de mayo de 1958       | 1 de junio de 1958       |
| Charles de Gaulle (Defensa Nacional) y Pierre Guillaumat (Fuerzas Armadas)         | 1 de junio de 1958       | 8 de enero de 1959       |
| Pierre Guillaumat                                                                  | 1 de junio de 1958       | 5 de febrero de 1960     |
| Pierre Messmer                                                                     | 5 de febrero de 1960     | 22 de junio de 1969      |
| Michel Debré                                                                       | 22 de junio de 1969      | 4 de abril de 1973       |
| Robert Galley                                                                      | 4 de abril de 1973       | 28 de mayo de 1974       |

## Ministros de Defensa: 1974-2010
| Ministro                | Inicio                   | Término                  |
| ----------------------- | ------------------------ | ------------------------ |
| Jacques Soufflet        | 28 de mayo de 1974       | 1 de febrero de 1975     |
| Yvon Bourges            | 1 de febrero de 1975     | 2 de octubre de 1980     |
| Joël Le Theule          | 2 de octubre de 1980     | 14 de diciembre de 1980  |
| Robert Galley           | 22 de diciembre de 1980  | 22 de mayo de 1981       |
| Charles Hernu           | 22 de mayo de 1981       | 20 de septiembre de 1985 |
| Paul Quilès             | 20 de septiembre de 1985 | 20 de marzo de 1986      |
| André Giraud            | 20 de marzo de 1986      | 12 de mayo de 1988       |
| Jean-Pierre Chevènement | 12 de mayo de 1988       | 29 de enero de 1991      |
| Pierre Joxe             | 29 de enero de 1991      | 9 de marzo de 1993       |
| Pierre Bérégovoy        | 9 de marzo de 1993       | 29 de marzo de 1993      |
| François Léotard        | 29 de marzo de 1993      | 18 de mayo de 1995       |
| Charles Millon          | 18 de mayo de 1995       | 4 de junio de 1997       |
| Alain Richard           | 4 de junio de 1997       | 7 de mayo de 2002        |
| Michèle Alliot-Marie    | 7 de mayo de 2002        | 15 de mayo de 2007       |
| Hervé Morin             | 18 de mayo de 2007       | 14 de noviembre de 2010  |

## Ministros de Defensa y Antiguos Combatientes: 2010-2012
| Ministro       | Inicio                  | Término               |
| -------------- | ----------------------- | --------------------- |
| Alain Juppé    | 14 de noviembre de 2010 | 27 de febrero de 2011 |
| Gérard Longuet | 27 de febrero de 2011   | 16 de mayo de 2012    |

## Ministros de Defensa: 2012-2017
| Ministro           | Inicio             | Término            |
| ------------------ | ------------------ | ------------------ |
| Jean-Yves Le Drian | 16 de mayo de 2012 | 17 de mayo de 2017 |

## Ministros de los Ejércitos: 2017-actualidad
| Ministro          | Inicio              | Término             |
| ----------------- | ------------------- | ------------------- |
| Sylvie Goulard    | 17 de mayo de 2017  | 21 de junio de 2017 |
| Florence Parly    | 21 de junio de 2017 | 20 de mayo de 2022  |
| Sébastien Lecornu | 20 de mayo de 2022  | actualidad          |